# Halowe Mistrzostwa Świata w Lekkoatletyce 1999 – pchnięcie kulą kobiet
Pchnięcie kulą kobiet – jedna z konkurencji rozgrywanych podczas halowych mistrzostw świata w lekkoatletyce w 1999, zmagania w niej odbyły się 6 marca.
Do konkursu zgłoszonych zostało 10 zawodniczek z 8 państw.
Zawody w tej konkurencji wygrała reprezentantka Rosji Swietłana Kriwielowa. Drugą pozycję zajęła zawodniczka z Polski Krystyna Zabawska, trzecią zaś reprezentująca Stany Zjednoczone Teri Steer.
W dniu rozgrywania zmagań złoty i srebrny medal przypadł odpowiednio Ukraince Wicie Pawłysz i Rosjance Irinie Korżanienko. Obu zawodniczkom anulowano wyniki, jak również odebrano medale za stosowanie przez nie dopingu.

## Wyniki
| Miejsce | Zawodniczka          | Państwo           | Podejście | Podejście | Podejście | Podejście | Podejście | Podejście | Wynik | Uwagi |
| Miejsce | Zawodniczka          | Państwo           | #1        | #2        | #3        | #4        | #5        | #6        | Wynik | Uwagi |
| ------- | -------------------- | ----------------- | --------- | --------- | --------- | --------- | --------- | --------- | ----- | ----- |
| 01 !    | Swietłana Kriwielowa | Rosja             | 18,16     | X         | 19,08     | 18,52     | 18,87     | X         | 19,08 |       |
| 02 !    | Krystyna Zabawska    | Polska            | 19,00     | X         | 18,53     | X         | 18,28     | –         | 19,00 |       |
| 03 !    | Teri Steer           | Stany Zjednoczone | 17,56     | 18,86     | 18,72     | X         | 18,84     | X         | 18,86 |       |
| 4.      | Connie Price-Smith   | Stany Zjednoczone | 18,48     | X         | 18,82     | X         | 18,43     | 18,47     | 18,82 | SB    |
| 5.      | Nadine Kleinert      | Niemcy            | 18,33     | X         | 18,17     | 18,42     | 18,51     | 18,39     | 18,51 |       |
| 6.      | Yumileidi Cumbá      | Kuba              | 17,29     | 17,73     | X         | X         | 17,80     | –         | 17,80 |       |
| 7.      | Li Meisu             | Chiny             | 16,41     | 16,63     | X         | NQ        | NQ        | NQ        | 16,63 |       |
| 8.      | Yoko Toyonaga        | Japonia           | 15,55     | 15,39     | 15,73     | NQ        | NQ        | NQ        | 15,73 |       |
| –       | Irina Korżanienko    | Rosja             | 20,56     | X         | X         | 20,18     | X         | X         | 20,56 |       |
| –       | Wita Pawłysz         | Ukraina           | 20,72     | 21,43     | 20,26     | 20,91     | 20,68     | 21,39     | 21,39 |       |